# Chemin de fer de l'Allier
Chemin de fer de l'Allier est une association qui a pour but d'étudier l'histoire du chemin de fer dans le département de l'Allier, la préservation et la restauration de matériel ferroviaire ancien. Le siège de l'association est situé sur la commune de Saint-Bonnet-de-Four. L'association a créé un musée sur la commune de Montmarault. L'association a été fondée le 31 janvier 2013.

## Matériel roulant collecté par l'association

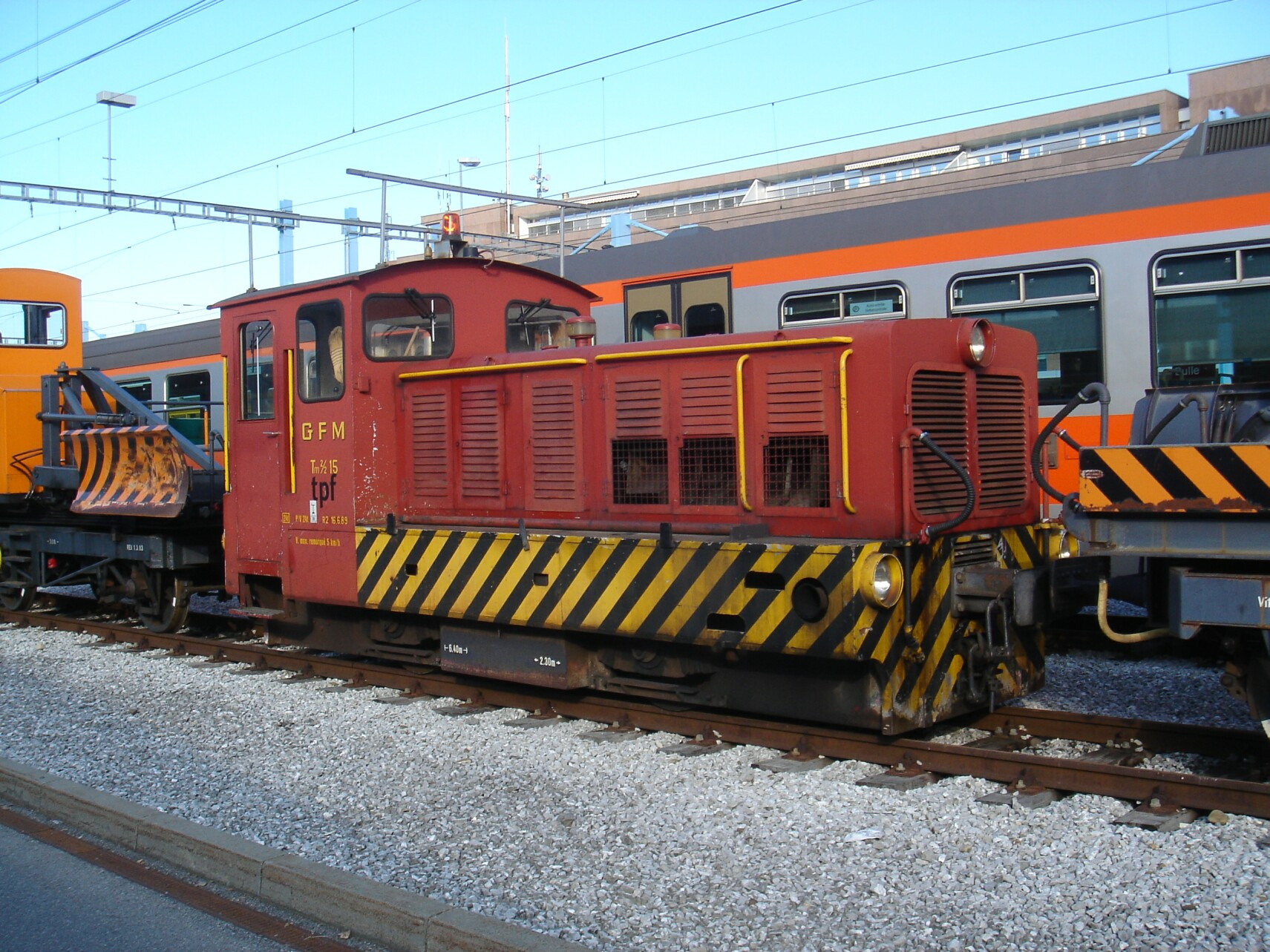
Le locotracteur Schöma lorsqu'il était sur les TPF.

### Véhicules à voie métrique
- Locomotive 030T Cail, 1881, ex-Société du Chemin de fer de Saint-Victor-sur-Rhins à Thizy (SVT).
- Locotracteur diesel Schöma, ex-Chemin de fer de la Gruyère, 1971, no 15.
- Autorail De Dion-Bouton, ex-CFD Vivarais-Lozère, no 201.
- Autorail De Dion-Bouton, type ND, no 204, 1935, ex CFD Vivarais.
- Autorail De Dion-Bouton , ex-CFD Vivarais-Lozère, no 206.
- Automotrice électrique, no 502, provenant du chemin de fer Aigle-Ollon-Monthey-Champéry en Suisse.
- Motrice ex-Tramway de Fontainebleau, 1913, caisse seule dépourvue de son truck Brill.
- Remorque ex-Tramway de Neuchâtel, 1902, no 111.
- Remorque à deux essieux De Dion-Bouton R1, ex-CFD Lozère, ex-CFD Charentes.
- Remorque à un essieu De Dion-Bouton NF no 62, ex-CFD Lozère, ex-CFD Vivarais.
- Remorque messagerie  à deux essieux no 40, ex-CFD Vivarais, construite en 1966 par les ateliers CFD.
- Wagon couvert, ex-chemin de fer de la Gruyère, K 657, livré en 1919 par SIG.
- Wagon couvert, ex-CFD Vivarais.
- Voiture échelle à voie métrique, ex-Tramway de Lille, no 901.

### Véhicules à voie normale
- Locotracteur diesel électrique Crochat, 1916, type 44 L 4 N, ex-ALVF[3].
- Motrice, ex-Tramways de Versailles, 1896, no 19, confiée par l'AMTUIR[4].
- Autorail CFD Montmirail X 915 type « A 75 D » de 1952, ex-CFD  Autun – Avallon, confié par la FACS[5].
- Voiture Salon ex-Chemins de fer danois (DSB).
- Voiture à trois essieux et portières latérales, no 26 type B2C4 5231, ex BC3 Pr 11 de 1912.
- Wagon couvert à bogies, no 23970[6]ex USA de 1918.
- Wagon citerne à bogies, no 70151 ex USA de 1918.
- Wagon couvert à  2 essieux, boiseries démontées.
- Wagon couvert à  2 essieux, caisse à ossature en bois, origine anglaise.
- Draisine Campagne, à voie normale.

### Véhicules routiers
- Autobus Renault TN 6 de 1932 et 1933, no 2515  et no 2563 ex-RATP.

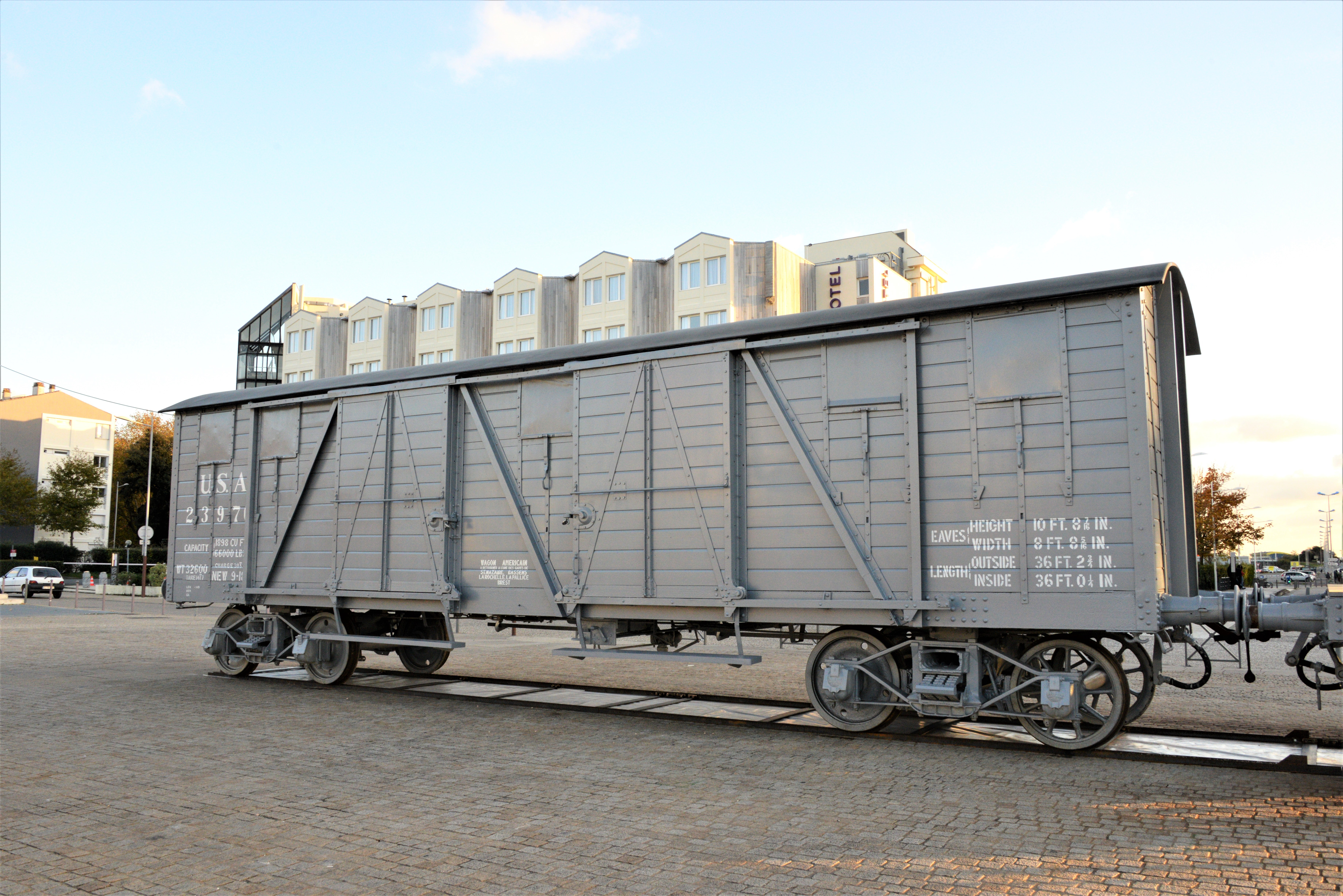
Wagon couvert à bogies USA 1918 no 23970 exposé sur le port de la Rochelle.
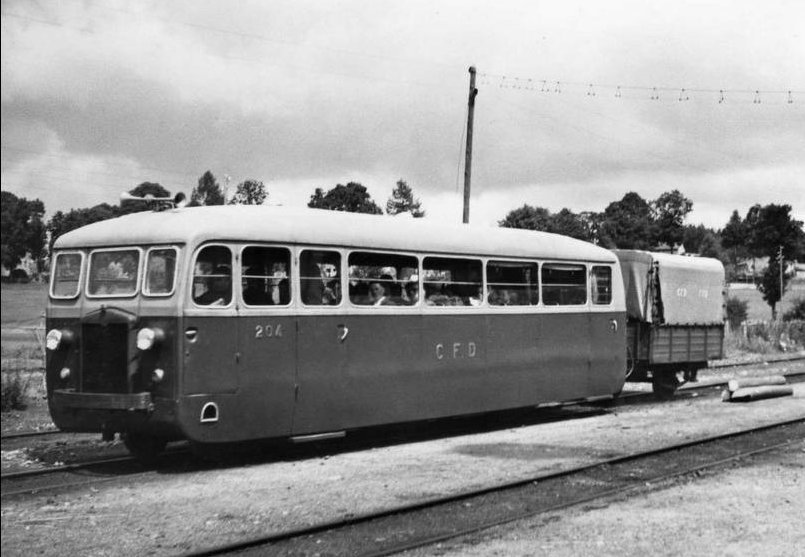
Autorail De Dion-Bouton, type ND no 204 de 1935, ex-CFD Vivarais, Classé MH (1997), avec une remorque messagerie.